# Томпсон, Клей
Клей Александр Томпсон  (англ. Klay Alexander Thompson ; родился 8 февраля 1990 года) — американский профессиональный баскетболист, выступающий за команду Национальной баскетбольной ассоциации «Даллас Маверикс». Играет на позиции атакующего защитника. Сын бывшего профессионального баскетболиста, 1-го номера драфта НБА 1978 года и двукратного чемпиона НБА Майкла Томпсона. Известен, как один из величайших исполнителей трёхочковых бросков в истории НБА. Он также выиграл золотые медали в составе сборной США на чемпионате мира 2014 года и Олимпийских играх 2016 года.
В 2014 году Томпсон и его партнер по команде Стефен Карри установили тогдашний рекорд НБА, забросив 484 трехочковых за сезон (этот рекорд они побили в следующем сезоне — 525, а в сезоне 2015-16 — 678), получив прозвище «Splash Brothers».

## Студенческая карьера
Клей Томпсон окончил католическую школу в Санта-Маргарите в штате Калифорния. Затем поступил в Университет штата Вашингтон, где играл три сезона за баскетбольную команду.
В сезоне 2008/2009 он сыграл 33 матча. В них Клей Томпсон проводил в среднем на площадке 33,1 минуты, набирал в среднем 12,5 очков, делал в среднем 4,2 подборов, а также в среднем 0,9 перехвата и 0,6 блок-шота, допускал 2,1 потери, отдавал в среднем 1,9 передачи.
В сезоне 2009/2010 он сыграл 31 матч. В них Клей Томпсон проводил в среднем на площадке 35,4 минуты, набирал в среднем 19,6 очков, делал в среднем 5,1 подборов, а также в среднем 1,4 перехвата и 0,7 блок-шота, допускал 3,4 потери, отдавал в среднем 2,3 передачи.
В сезоне 2010/2011 он сыграл 34 матча. В них Клей Томпсон проводил в среднем на площадке 34,7 минуты, набирал в среднем 21,6 очков, делал в среднем 5,2 подборов, а также в среднем 1,6 перехвата и 0,9 блок-шота, допускал 3,4 потери, отдавал в среднем 3,7 передачи.

## Карьера в НБА

### Голден Стэйт Уорриорз (2011—2024)
Клей Томпсон был выбран под одиннадцатым номером на драфте НБА 2011 года «Голден Стэйт Уорриорз».
В своём первом сезоне в НБА Томпсон проводил на паркете 24.4 минуты, набирая в среднем 12,5 очка, 2,4 подбора и 2,0 передачи за игру. Наивысшем показателем Томпсона в том сезоне была победная игра с «Сакраменто» (111:108), в которой Клей набрал 31 очко. В своём дебютном сезоне Томпсон 10 раз набирал 20 и более очков за игру.
23 января 2015 года Клей побил рекорд НБА, набрав 37 очков за одну четверть в матче против «Сакраменто» (126:101). Томпсон в третьей четверти реализовал 13 из 13 бросков с игры, включая 9 из 9 трёхочковых (также рекорд НБА за четверть). Всего за игру он набрал 52 очка.
«Голден Стэйт Уорриорз» под руководством Стива Керра одержали 67 побед в регулярном сезоне 2014/15, установив рекорд НБА по количестве побед в регулярном сезоне для главного тренера, который дебютировал в лиге. Это стало лучшим результатом как в Западной конференции, так и в лиге в целом. Стефен Карри был признан самым ценным игроком регулярного сезона. В плей-офф «Голден Стэйт» в первом раунде в «сухую» обыграли «Нью-Орлеан Пеликанс». Во втором раунде, проигрывая в серии 2-1, «Уорриорз» сумели одержать 3 победы подряд над «Мемфис Гриззлис». В финале конференции баскетболисты «Голден Стэйт» победили «Хьюстон Рокетс» со счётом 4-1 и вышли в финал НБА. В финале НБА «Голден Стэйт» победили «Кливленд Кавальерс» со счётом 4—2 и стали чемпионами НБА. По ходу серии, после того как счет стал 2-1 в пользу «Кавальерс», главный тренер «Уорриорз» Стив Керр перевёл Андре Игудалу в стартовый состав и стал играть «легкой» пятеркой с первых минут, что коренным образом сказалось на результате. «Голден Стэйт» одержали 3 победы подряд и завоевали титул чемпионов в четвёртый раз в своей истории.
В следующем сезоне «Голден Стэйт» установил рекорд по количеству побед в регулярном чемпионате, одержав 73 победы в 82-х матчах. Томпсон оказался на втором месте во всей Лиге после своего партнёра Карри по количеству реализованных за сезон трёхочковых бросков. Однако команда не смогла защитить титул чемпиона. После отыгрыша со счёта 1-3 в серии с «Оклахома-Сити Тандер» в финале Западной конференции «Голден Стэйт» уже сам имел перевес 3-1 в серии с «Кливлендом», но уступил по итогу 3-4.

### Даллас Маверикс (2024—настоящее время)
В межсезонье 2024 года Томпсон не смог договориться с руководством «Голден Стэйт Уорриорз» о продлении нового контракта, так как его не устраивали срок и сумма. В конечном итоге, Томпсон перешëл в «Даллас Маверикс» по схеме «сайн-энд-трейд», подписав с ними контракт на 3 года и 50 млн. долларов. Это стоило «Далласу» защитника Джоша Грина, который перешëл в «Шарлотт Хорнетс». «Уорриорз» же получили два пика второго раунда и исключение среднего уровня, которое они использовали для подписания Де’Энтони Мелтона на 1 год и 12,8 млн. долларов. 25 декабря в игре против «Миннесоты Тимбервулвз» Томпсон сделал свой 2561-й трехочковый бросок в карьере, обойдя Реджи Миллера и заняв 5-е место в списке лучших игроков НБА по количеству забитых трехочковых.
29 марта 2025 года в игре против «Чикаго Буллз» Томпсон забросил свой 200-й трехочковый в сезоне. Вместе со Стефеном Карри он стал единственным игроком в истории НБА, в течение 10 сезонов реализовавшим не менее 200 трехочковых бросков.

## Личная жизнь
Старший брат Томпсона, Мичел, играл в баскетбол за университет Пеппердайн и недолго выступал в НБА в составе команды «Кавальерс», а его младший брат, Трейс, стал игроком Главной лиги бейсбола. Томпсон был отстранен от участия в последней игре регулярного сезона в WSU после того, как ему выписали штраф за хранение марихуаны.
Томпсон известен своим нестандартным и сдержанным чувством юмора. 
Томпсон состоял в отношениях с американской актрисой Лорой Харриер с 2018 по начало 2020 года. 

## Прочая деятельность
Клей появится в фильме 2021 года «Космический джем: Новое поколение» в виде своей цифровой версии — Мокрого Огня. Может менять свою форму, проходить сквозь противников и воспламеняться. Играет против команды Tune Squad за Вышибал.

## Статистика

### Статистика в НБА
| Сезон                                                                                    | Команда      | Регулярный сезон | Регулярный сезон | Регулярный сезон | Регулярный сезон | Регулярный сезон | Регулярный сезон | Регулярный сезон | Регулярный сезон | Регулярный сезон | Регулярный сезон | Регулярный сезон | Серия плей-офф | Серия плей-офф | Серия плей-офф | Серия плей-офф | Серия плей-офф | Серия плей-офф | Серия плей-офф | Серия плей-офф | Серия плей-офф | Серия плей-офф | Серия плей-офф |
| Сезон                                                                                    | Команда      | GP               | GS               | MPG              | FG%              | 3P%              | FT%              | RPG              | APG              | SPG              | BPG              | PPG              | GP             | GS             | MPG            | FG%            | 3P%            | FT%            | RPG            | APG            | SPG            | BPG            | PPG            |
| ---------------------------------------------------------------------------------------- | ------------ | ---------------- | ---------------- | ---------------- | ---------------- | ---------------- | ---------------- | ---------------- | ---------------- | ---------------- | ---------------- | ---------------- | -------------- | -------------- | -------------- | -------------- | -------------- | -------------- | -------------- | -------------- | -------------- | -------------- | -------------- |
| 2011/12                                                                                  | Голден Стэйт | 66               | 29               | 24,4             | 44,3             | 41,4             | 86,8             | 2,4              | 2,0              | 0,7              | 0,3              | 12,5             | Не участвовал  | Не участвовал  | Не участвовал  | Не участвовал  | Не участвовал  | Не участвовал  | Не участвовал  | Не участвовал  | Не участвовал  | Не участвовал  | Не участвовал  |
| 2012/13                                                                                  | Голден Стэйт | 82               | 82               | 35,8             | 42,2             | 40,1             | 84,1             | 3,7              | 2,2              | 1,0              | 0,5              | 16,6             | 12             | 12             | 41,3           | 43,7           | 42,4           | 83,3           | 4,6            | 1,8            | 1,0            | 0,6            | 15,2           |
| 2013/14                                                                                  | Голден Стэйт | 81               | 81               | 35,4             | 44,4             | 41,7             | 79,5             | 3,1              | 2,2              | 0,9              | 0,5              | 18,4             | 7              | 7              | 36,7           | 40,8           | 36,4           | 79,2           | 3,4            | 3,6            | 1,0            | 0,7            | 16,4           |
| 2014/15                                                                                  | Голден Стэйт | 77               | 77               | 31,9             | 46,3             | 43,9             | 87,9             | 3,2              | 2,9              | 1,1              | 0,8              | 21,7             | 21             | 21             | 36,2           | 44,6           | 39,0           | 80,0           | 3,9            | 2,6            | 0,8            | 0,9            | 18,6           |
| 2015/16                                                                                  | Голден Стэйт | 80               | 80               | 33,3             | 47,0             | 42,5             | 87,3             | 3,8              | 2,1              | 0,8              | 0,6              | 22,1             | 24             | 24             | 35,4           | 44,4           | 42,4           | 85,4           | 3,7            | 2,3            | 1,1            | 0,4            | 24,3           |
| 2016/17                                                                                  | Голден Стэйт | 78               | 78               | 34,0             | 46,8             | 41,4             | 85,3             | 3,7              | 2,1              | 0,8              | 0,5              | 22,3             | 17             | 17             | 35,0           | 39,7           | 38,7           | 78,8           | 3,9            | 2,1            | 0,8            | 0,3            | 15,0           |
| 2017/18                                                                                  | Голден Стэйт | 73               | 73               | 34,3             | 48,8             | 44,0             | 83,7             | 3,8              | 2,5              | 0,8              | 0,5              | 20,0             | 21             | 21             | 37,8           | 46,5           | 42,7           | 87,1           | 4,1            | 1,8            | 0,8            | 0,3            | 19,6           |
| 2018/19                                                                                  | Голден Стэйт | 78               | 78               | 34,0             | 46,7             | 40,2             | 81,6             | 3,8              | 2,4              | 1,1              | 0,6              | 21,5             | 21             | 21             | 39,0           | 45,6           | 44,3           | 90,2           | 4,1            | 2,1            | 1,3            | 0,7            | 20,7           |
| 2021/22                                                                                  | Голден Стэйт | 32               | 32               | 29,4             | 42,9             | 38,5             | 90,2             | 3,9              | 2,8              | 0,5              | 0,5              | 20,4             | 22             | 22             | 36,0           | 42,9           | 38,5           | 86,7           | 3,9            | 2,3            | 1,1            | 0,7            | 19,0           |
| 2022/23                                                                                  | Голден Стэйт | 69               | 69               | 33,0             | 43,6             | 41,2             | 87,9             | 4,1              | 2,4              | 0,7              | 0,4              | 21,9             | 13             | 13             | 36,0           | 38,8           | 36,8           | 87,5           | 4,2            | 2,2            | 0,5            | 0,3            | 18,5           |
| 2023/24                                                                                  | Голден Стэйт | 77               | 63               | 29,7             | 43,2             | 38,7             | 92,7             | 3,3              | 2,3              | 0,6              | 0,5              | 17,9             | Не участвовал  | Не участвовал  | Не участвовал  | Не участвовал  | Не участвовал  | Не участвовал  | Не участвовал  | Не участвовал  | Не участвовал  | Не участвовал  | Не участвовал  |
|                                                                                          | Всего        | 793              | 742              | 32,6             | 45,3             | 41,3             | 85,8             | 3,5              | 2,3              | 0,9              | 0,5              | 19,6             | 158            | 158            | 36,9           | 43,6           | 40,5           | 84,5           | 4,0            | 2,2            | 0,9            | 0,5            | 19,2           |
| Наведите курсор мыши на аббревиатуры в заголовке таблицы, чтобы прочесть их расшифровку. |              |                  |                  |                  |                  |                  |                  |                  |                  |                  |                  |                  |                |                |                |                |                |                |                |                |                |                |                |

### Статистика в NCAA
| Сезон | Команда         | Conf   | Class | GP | GS | MPG  | FG%  | 3P%  | FT%  | RPG | APG | SPG | BPG | PPG  |
| --- | --------------- | ------ | ----- | -- | -- | ---- | ---- | ---- | ---- | --- | --- | --- | --- | ---- |
| 2008/09 | Вашингтон Стэйт | Pac-10 | FR    | 33 | 33 | 33,1 | 42,1 | 41,2 | 90,3 | 4,2 | 1,9 | 0,9 | 0,6 | 12,5 |
| 2009/10 | Вашингтон Стэйт | Pac-10 | SO    | 31 | 30 | 35,4 | 41,2 | 36,4 | 80,1 | 5,1 | 2,3 | 1,4 | 0,7 | 19,6 |
| 2010/11 | Вашингтон Стэйт | Pac-10 | JR    | 34 | 33 | 34,7 | 43,6 | 39,8 | 83,8 | 5,2 | 3,7 | 1,6 | 0,9 | 21,6 |
| Всего | Всего           | Всего  | Всего | 98 | 96 | 34,4 | 42,4 | 39,0 | 82,7 | 4,8 | 2,6 | 1,3 | 0,8 | 17,9 |
| Наведите курсор мыши на аббревиатуры в заголовке таблицы, чтобы прочесть их расшифровку Статистика приведена с сайта sports-reference.com |                 |        |       |    |    |      |      |      |      |     |     |     |     |      |